# 向市場車站
向市場車站（日语：／ Mukaichiba eki */?）位於日本靜岡縣濱松市天龍區水窪町，為東海旅客鐵道（JR東海）所經營的鐵路車站，是JR東海飯田線沿線的一個無人小站。向市場車站是屬於JR東海東海鐵道事業本部的直轄範圍內，並由中部天龍車站負責管理。
向市場車站是1955年飯田線為了迴避新建的佐久間大壩（佐久間ダム）進行改線，而同時設置的幾個新車站之一。站內並無車站站房的設置，僅有在月台上配置有一簡單的候車室。
此站與城西車站間，城西站往北約500公尺處，原本1954年2月新線施工時計劃開鑿隧道，但豪雨之後開鑿中的隧道坑內支撐的水泥等構造物崩落，且隧道斷面因山體往水窪川方向滑動，而有位移的情形。因此此路段放棄開鑿隧道，改成在水窪川上建設第6水窪川橋樑取代。此橋是少見的彎曲橋樑，長度400公尺，曲率半徑約250公尺。

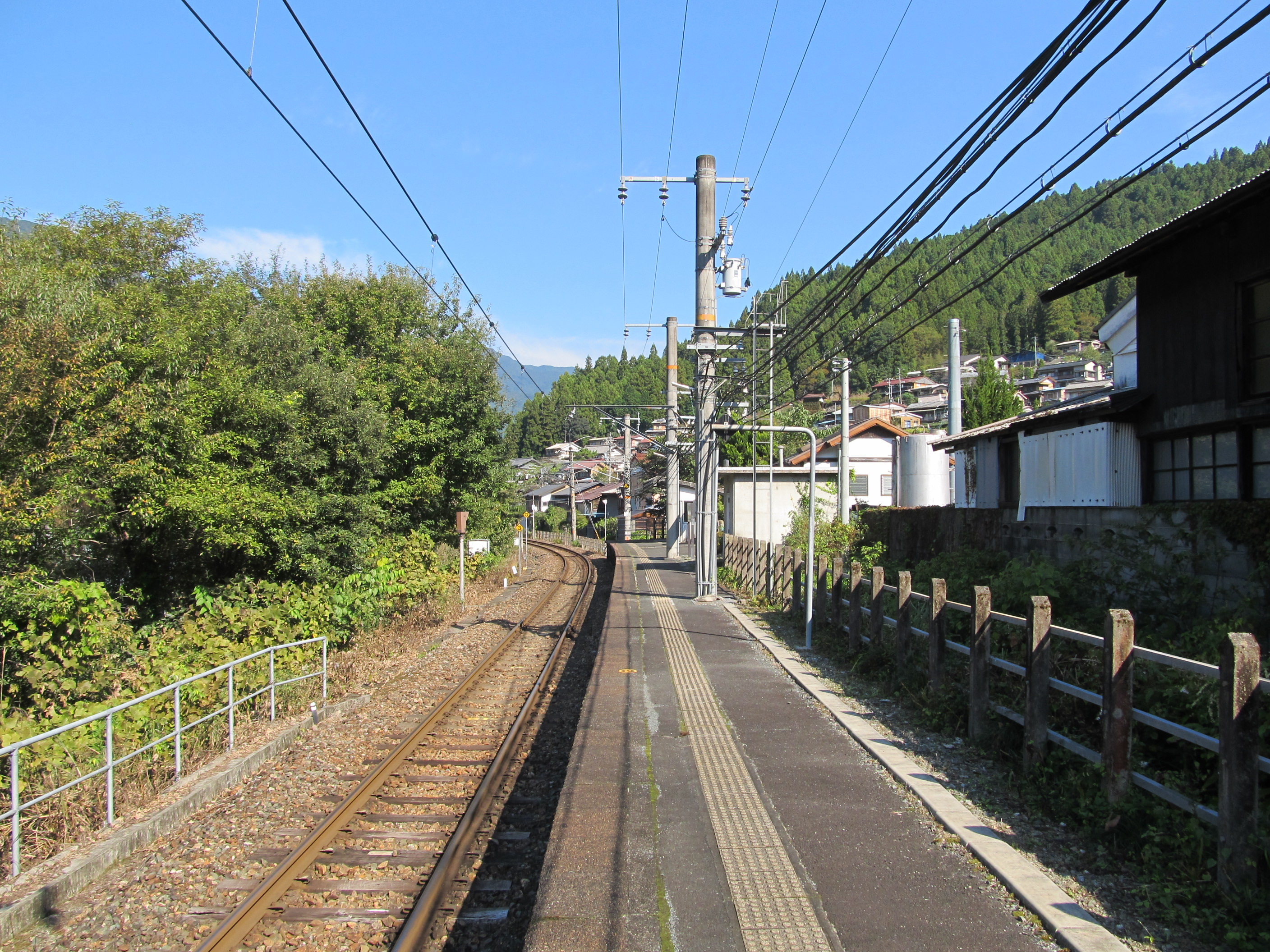
月台(2022年10月)

## 相鄰車站
東海旅客鐵道
 飯田線
■快速
通過
■普通
城西－向市場－水窪